# ونوستینو کرنزا (شهرداری)
ونوستینو کرنزا (به اسپانیایی: Venustiano Carranza) یک منطقهٔ مسکونی در مکزیک است که در پوئبلا واقع شده‌است.